# خسائر المعارك الجوية بين الولايات المتحدة والاتحاد السوفيتي

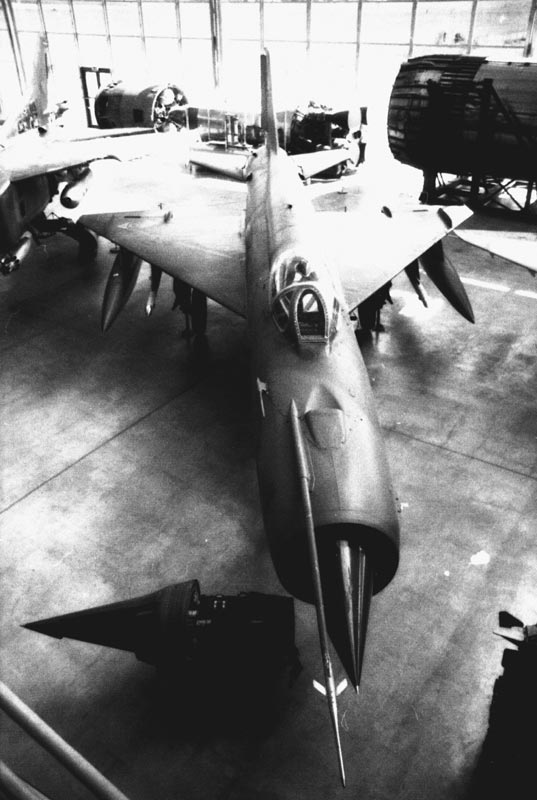
طائرة ميكويان جيروفيتش ميغ-21 السوفيتية.

بعد الحرب العالمية الثانية، ظهرت حالات قتال جوي عديدة بين الاتحاد السوفيتي والولايات المتحدة.

## الحرب الكورية
لم تجتمع القوات الجوية رسميا أثناء الحرب الكورية، لأن الاتحاد السوفييتي لم يكن مشتركا في الصراع. في أغسطس 1945، أعلن الاتحاد السوفيتي الحرب على اليابان وبدأ الحملات الهجومية ضد الجيش الياباني.
عندما انتقل اليابانيون إلي كوريا المحتلة، اكتسب الاتحاد السوفييتي موطئ قدم في تلك المنطقة، مما جعل كوريا الشمالية حليفة الاتحاد السوفييتي. خدم ما يقرب من 72,000 موظف سوفييتي في كوريا الشمالية، قبل أن يتم التضيق عليهم من قبل الحكومتين الأمريكية والسوفيتية.
كانت هناك العديد من المعارك الجوية بين الاتحاد السوفييتي والطيارين الأمريكيين، طار السوفييت علي طائرة تحمل علامات صينية أو علامات كورية شمالية، في البداية كان ممنوعا التحدث باللغة الروسية عبر موجات الأثير. تم رفع الحظر بسرعة بسبب المشاكل الواضحة في استخدام اللغة الكورية للتواصل في المواقف الحرجة.

## حرب فيتنام
كانت حرب فيتنام علي عكس حرب كوريا الشمالية، فقد غزت الصين القومية فيتنام في عام 1945 لاستعادة المنطقة من الجيش الياباني المحتل في نهاية الحرب العالمية الثانية.
فكانت الصين غير قادرة علي الحصول على موطئ قدم في فيتنام الشمالية. فتم إرسال الطيارين الفيتناميين الشمالين في طائرات من طراز ميج إلي الصين والاتحاد السوفييتي لمده ثلاث سنوات للتدريب. حيث تم إرسال طلاب صواريخ ارض جو الفيتناميين إلى اتحاد الجمهوريات الاشتراكية السوفياتية لمدة من ستة إلى تسعة أشهر للتدريب.
تم تقييد الطيارين الشيوعيين السوفيت والصينيين لاختبار طائرات ميج التي تم تصديرها إلى فيتنام الشمالية من بلدانهم. نظرًا للإلحاح الناشئ عن عملية هزيم الرعد، وإلى أن يتم تدريب صواريخ الفيتناميين الشمالين. في عام 1965، تم نشر مدربين صواريخ من طراز PVO SAM المضاد للطائرات السوفيتية بسرعة إلى شمال فيتنام، وخلال عام 1966 كانوا مسؤولين عن إسقاط ما يقرب من 48 طائرة أمريكية أثناء الدفاع عن فيتنام الشمالية.
تم الإبلاغ عن الآس الطيار من قبل اتحاد الجمهوريات الاشتراكية السوفياتية، مع انه له الفضل في إسقاط 6 طائرات من الهواء.

## الحرب الباردة
أثناء الحرب الباردة، كانت العديد من الدول بما فيها الاتحاد السوفيتي والولايات المتحدة محمية بشدة من مجالها الجوي. وغالبا ما تم إسقاط الطائرات التي دخلت المجال الجوي لدولة معارضة في قتال جوي.
نتج عن هذه الحوادث، إحساسا شديدا بجنون العظمة من كلا الجانبين مما أدي إلي سقوط طائرة مدنية. لم يتم إسقاط العديد من الطائرات المدرجة في هذا الرابط نتيجة لجنون العظمة أثناء الحرب الباردة من قبل طواقم الولايات المتحدة أو الاتحاد السوفييتي، بل تحركًا مباشرًا من قبل المقاتلين الناشطين (على سبيل المثال، رحلتان طيران روديسيا).
يسرد الجدول خسائر القتال الجوي خارج مناطق الحرب، مثل الحرب الكورية أو حرب فيتنام. لا تشمل الخسائر في الدفاعات الأرضية، ولا تشمل الطائرات المدنية.
| التاريخ             | الموقع                                     | الطائرة المنكوبة                                      | الطائرة المعترضة                      | المعترض                     | المصادر       |
| ------------------- | ------------------------------------------ | ----------------------------------------------------- | ------------------------------------- | --------------------------- | ------------- |
| أبريل 8، 1950       | بحر البلطيق                                | PB4Y-2 التابعة لبحرية الولايات المتحدة                | لافوتشكين لا -11                      | قوات الدفاع الجوي السوفياتي | [ 10 ] [ 11 ] |
| سبتمبر 4، 1950      | بالقرب من فلاديفوستوك                      | دوغلاس ايه-20 هافوك للبحرية السوفيتية الجوية          | فوغت إف 4 يو كورسير                   | بحرية الولايات المتحدة      | [ 12 ]        |
| أكتوبر- ديسمبر 1950 | بالقرب من فلاديفوستوك                      | ميكويان جيروفيتش ميج-15 للقوات الدفاع الجوي السوفياتي | لوكهيد بيه-2 نبتون (المدافع الدفاعية) | بحرية الولايات المتحدة      | [ 13 ]        |
| نوفمبر 6، 1951      | بالقرب من فلاديفوستوك                      | لوكهيد بيه-2 نبتون، بحرية الولايات المتحدة            | لافوتشكين لا -11                      | قوات الدفاع الجوي السوفياتي | [ 10 ] [ 14 ] |
| يونيو 13، 1952      | بحر اليابان                                | بوينغ بي-29 سوبر فورترس، القوات الجوية الأمريكية      | ميكويان جيروفيتش ميج-15، فاجوت        | قوات الدفاع الجوي السوفياتي | [ 15 ]        |
| أكتوبر 7، 1952      | فوق جزر الكوريل                            | بوينغ بي-29 سوبر فورترس، القوات الجوية الأمريكية      | لا 11 "فانغ"                          | قوات الدفاع الجوي السوفياتي | [ 15 ]        |
| نوفمبر 18، 1952     | بالقرب من فلاديفوستوك                      | ميكويان جيروفيتش ميج-15، قوات الدفاع الجوي السوفياتي  | جرومان إف 9 إف                        | بحرية الولايات المتحدة      | [ 16 ]        |
| يوليو 29، 1953      | بحر اليابان                                | بوينغ بي-29 سوبر فورترس، القوات الجوية الأمريكية      | ميكويان جيروفيتش ميج-17               | قوات الدفاع الجوي السوفياتي | [ 15 ]        |
| سبتمبر 4، 1954      | قبالة ساحل سيبيريا                         | لوكهيد بيه-2 نبتون، بحرية الولايات المتحدة            | ميكويان جيروفيتش ميج-15               | قوات الدفاع الجوي السوفياتي | [ 15 ]        |
| نوفمبر 7، 1954      | بالقرب من ساحل هوكايدو، اليابان            | بوينغ بي-29 سوبر فورترس، القوات الجوية الأمريكية      | ميكويان جيروفيتش ميج-15               | قوات الدفاع الجوي السوفياتي | [ 15 ]        |
| أبريل 17، 1955      | بالقرب من ساحل هوكايدو، اليابان            | بوينغ بي-29 سوبر فورترس، القوات الجوية الأمريكية      | ميكويان جيروفيتش ميج-15               | قوات الدفاع الجوي السوفياتي | [ 15 ]        |
| يونيو 22، 1955      | بالقرب من جزيرة سانت لورانس، بحر بيرنغ     | لوكهيد بيه-2 نبتون، بحرية الولايات المتحدة            | ميكويان جيروفيتش ميج-15               | قوات الدفاع الجوي السوفياتي | [ 15 ]        |
| يونيو 27، 1958      | أرمينيا، الاتحاد السوفيتي                  | دوغلاس دي سي-6، القوات الجوية الأمريكية               | ميكويان جيروفيتش ميج-17               | قوات الدفاع الجوي السوفياتي | [ 17 ]        |
| سبتمبر 2، 1958      | أرمينيا، الاتحاد السوفيتي                  | لوكهيد سي-130 هيركوليز، القوات الجوية الأمريكية       | ميكويان جيروفيتش ميج-17               | قوات الدفاع الجوي السوفياتي | [ 17 ]        |
| يوليو 1، 1960       | بالقرب من شبه جزيرة كولا، الاتحاد السوفيتي | بوينغ بي-47 ستراتوجت، القوات الجوية الأمريكية         | ميكويان جيروفيتش ميج-17               | قوات الدفاع الجوي السوفياتي | [ 17 ]        |
| يناير 28، 1964      | إرفورت، ألمانيا الشرقية                    | نورث أمريكان سابرلاينر، القوات الجوية الأمريكية       | ميكويان جيروفيتش ميج-17               | قوات الدفاع الجوي السوفياتي | [ 18 ]        |
| مارس 10، 1964       | غاردهليغن، ألمانيا الشرقية                 | دوغلاس بي-66، القوات الجوية الأمريكية                 | ميكويان-غوريفيتش ميغ-21               | قوات الدفاع الجوي السوفياتي | [ 19 ]        |
| أكتوبر 21، 1970     | أرمينيا، الاتحاد السوفيتي                  | القوات البرية للولايات المتحدة أر يو-8 سيمينول        | غير معروف                             | قوات الدفاع الجوي السوفياتي | [ 20 ]        |